# 苗栗縣私立中興高級商工職業學校
中興高級商工職業學校是一所位於台灣苗栗縣竹南鎮的私立技術型高級中等學校，簡稱為中興商工

## 歷史
- 1961年12月由創辦人封昂先生成立建校籌備委員會，獲得竹南鎮公所暨地方賢達陳俊老先生等諸多父老士紳之鼎力相助，擇定本鎮營盤里鎮有土地建校，並於1962年8月招生，9月正式開學。
- 1962年設有高、初級商科、高級測量科及高級製圖科。
- 1963年增設電子科。
- 1964年附設補校。
- 1966年增設五年制商科及電子科。
- 1968年增設電工科。
- 1974年增設機工科。
- 2017年停止招收實用技能班－時尚造型科。
- 2018年增設建築科。
- 2018年停止招收日間部正規班－流通管理科。

目前因應社會需求，調整設有：日間部正規班－餐飲管理科、時尚造型科、汽車科、資訊科、流通管理科、建築科；實用技能班－汽車修護科、餐飲技術科、時尚造型科；建教班－餐飲管理科、時尚造型科；夜間部－資料處理科、時尚造型科。

## 外部連結
- 中興商工官方網站 （页面存档备份，存于）
- 中興商工的Facebook專頁